# Läsarnas Bokpris
Läsarnas Bokpris (Læsernes Bogpris) är ett danskt litteraturpris instiftat av Danmarks Biblioteksförening och Berlingske Tidende 2003.
Årets nominerade böcker väljs ut av Berlingske Tidendes litteraturredaktion. Vinnarna koras genom omröstning bland landets läsare och biblioteksbesökare. Priset är på 50 000 DKR.

## Pristagare[1]
- 2004 Jette A. Kaarsbøl: Den stängda boken
- 2005 Bjarne Reuter: Løgnhalsen fra Umbrien
- 2006 Morten Ramsland: Hundhuvud
- 2007 Leif Davidsen: Den okända hustrun
- 2008 Peter Øvig Knudsen: Blekingegadeligan
- 2009 Hanne-Vibeke Holst: Drottningoffret
- 2010 Jussi Adler-Olsen: Flaskpost från P
- 2011 Tom Buk-Swienty: Dommedag Als 29. juni 1864
- 2012 Hans Edvard Nørregård-Nielsen: Limfjorden. Stemmer og steder
- 2013 Christian Jungersen: Du forsvinder
- 2014 Sissel-Jo Gazan: Svalens graf
- 2015 Puk Damsgård: Hvor solen græder
- 2016 Carsten Jensen: Den første sten
- 2017 Abdel Aziz Mahmoud: Hvor taler du flot dansk!
- 2018 Sara Omar: Dødevaskeren
- 2019 Jens Andersen: Kim Larsen - Mine unge år
- 2020 Maren Uthaug: En lykkelig slutning
- 2021 Jesper Stein: Rampen
- 2022 Gry Jexen: Kvinde kend din historie
- 2023 Benjamin Koppel: Annas sang
- 2024 Mathilde Walter Clark: Det blinde øje